# San Roque de Riomiera
San Roque de Riomiera est une commune espagnole située dans la communauté autonome de Cantabrie. Son chef-lieu est le village de La Pedrosa (es).